# Републикански път III-3013
Републикански път IIІ-3013 е третокласен път, част от Републиканската пътна мрежа на България, преминаващ изцяло по територията на Ловешка област, Община Ловеч. Дължината му е 24,8 km.
Пътят се отклонява наляво при 37,5 km на Републикански път III-301 в близост до Деветашката пещера, пресича река Осъм и в село Деветаки се изкачва на билото на Деветашкото плато. Продължава в южна посока, минава през село Брестово, завива на запад-югозапад, минава и през село Къкрина и на 4 km ютозападно от него се свързва с Републикански път III-401 при неговия 40,7 km.
| Пътища, отклоняващи се надясно (населено място, № на пътя, посока на пътя) | km   | Пътища, отклоняващи се наляво (посока на пътя, № на пътя, населено място) |
| -------------------------------------------------------------------------- | ---- | ------------------------------------------------------------------------- |
| Община Ловеч, III-301, 37,5 km ←                                           | 0,0  | ← 37,5 km, III-301, Община Ловеч                                          |
| с. Деветаки                                                                | 4,1  | с. Деветаки                                                               |
| (за с. Тепава) общински път ←                                              | 11,9 |                                                                           |
| с. Брестово                                                                | 15,9 | → Брестово, общински път (за с. Агатово)                                  |
| с. Къкрина                                                                 | 20,6 | → Къкрина, общински път (за 46,1 km на III-401)                           |
| (от 33,5 km на I-4) III-401, 40,7 km →                                     | 24,8 | → 40,7 km, III-401 (до 5,4 km на III-403)                                 |